# تصنيع نانوي
تصنيع نانوي (بالإنجليزية: Nanomanufacturing)‏ هو مصطلح يستخدم لوصف إنتاج المواد النانوية، والتي يمكن أن تكون مثل المساحيق أو السوائل، أو لوصف تصنيع أجزاء «من أسفل إلى أعلى» من المواد النانوية أو «أعلى إلى أسفل» في أصغر الخطوات لدقة عالية، وتستخدم في العديد من التقنيات مثل التذرية الليزرية، والنقش وغيرها. يجب أن لا يتم الخلط بين تصنيع نانوي مع التصنيع الجزيئي، الذي يشير تحديدا إلى صناعة معقدة، والهياكل النانومترية الحجم عن طريق التصنيع الميكانيكي البيولوجي (وتجميع الجزيئات لاحقا).